# Hamid Barole Abdu
Hamid Barole Abdu (Asmara, 10 de octubre de 1953) es un escritor eritreo.
Tras estudiar literatura en Eritrea, se estableció en Módena en 1974 donde ha trabajado como experto intercultural y publicado diversos artículos sobre el fenómeno migratorio. 